# Amas coquillier

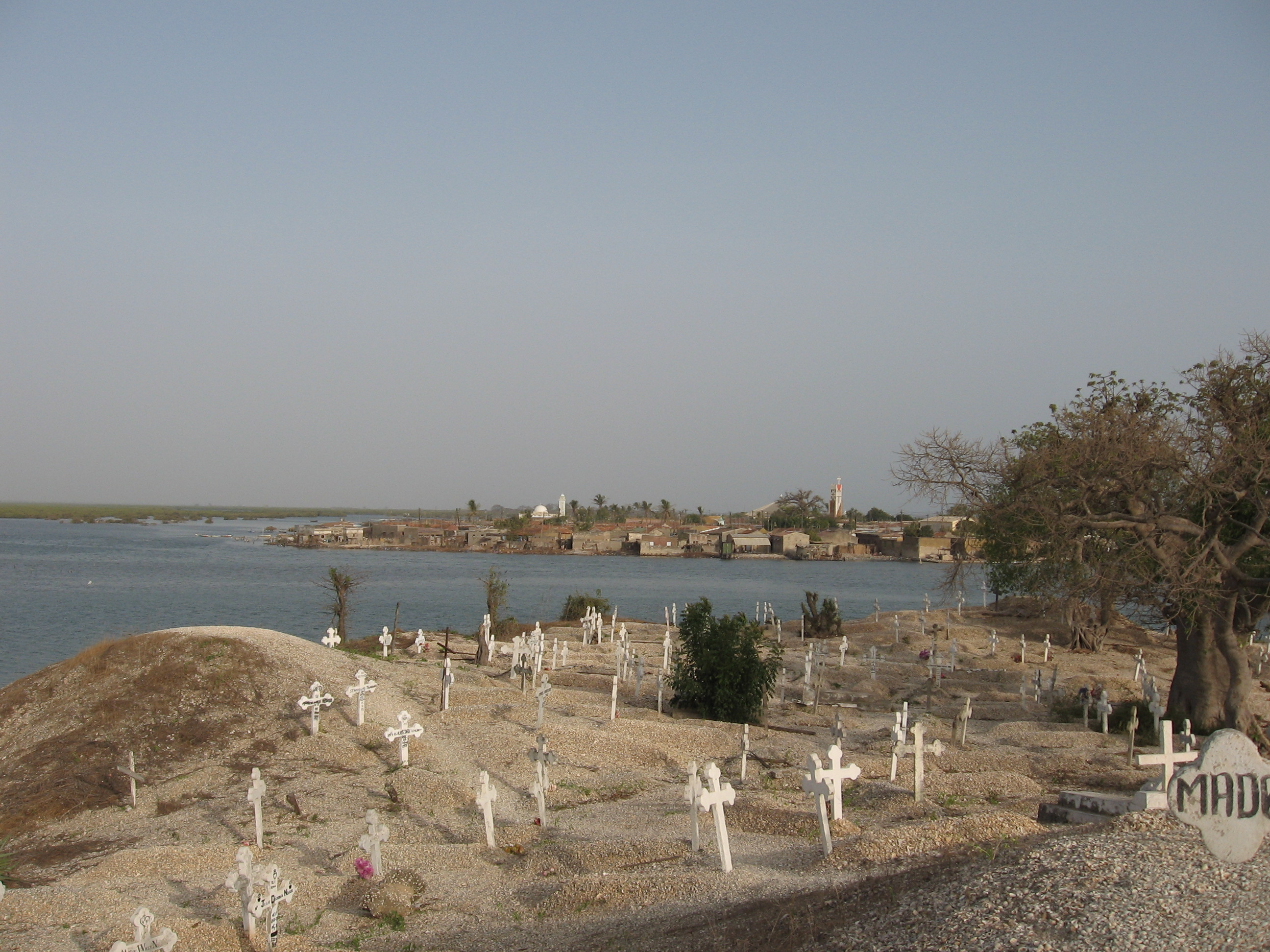
Amas coquilliers au Sénégal
(cimetière de l'île de Fadiouth).

Un amas coquillier, amas de coquilles, colline de coquillages ou køkkenmødding (mot danois désignant un monticule de déchets de cuisines, les archéologues au Danemark ayant particulièrement étudié cette caractéristique essentielle des cultures mésolithiques installées le long des littoraux), est une accumulation de coquilles de mollusques parfois associées à d'autres restes liés à l'activité humaine (arêtes de poissons, exosquelette de crustacés et autres ossements animaux, restes végétaux, excréments humains, tessons de poterie et éléments lithiques). Ce dépotoir anthropique contient les restes des repas et autres déchets des habitants de certains sites, occupés parfois sur de très longues périodes. Les amas prennent des formes (fosse, lit, colline) et des volumes très variables (certains peuvent avoir une épaisseur de plusieurs mètres) selon les régions et les périodes observées.
La dissolution partielle des coquilles libère du carbonate de calcium qui tamponne l'acidité des sols, ce qui autorise une meilleure préservation des restes organiques (notamment les ossements animaux) piégés dans les amas et qui sont habituellement désagrégés au cours du temps. Ces dispositions favorables expliquent l'intérêt de ces unités sédimentaires auprès des archéologues car elles fournissent des informations précieuses sur l'organisation économique et sociale, les modes de vie, les habitudes alimentaires et les pratiques culturelles des populations anciennes (rituels, pratiques funéraires lorsqu'elle enterrent leurs morts dans ces dépôts coquilliers), la productivité des écosystèmes exploités.

## Dénomination et diversité régionale

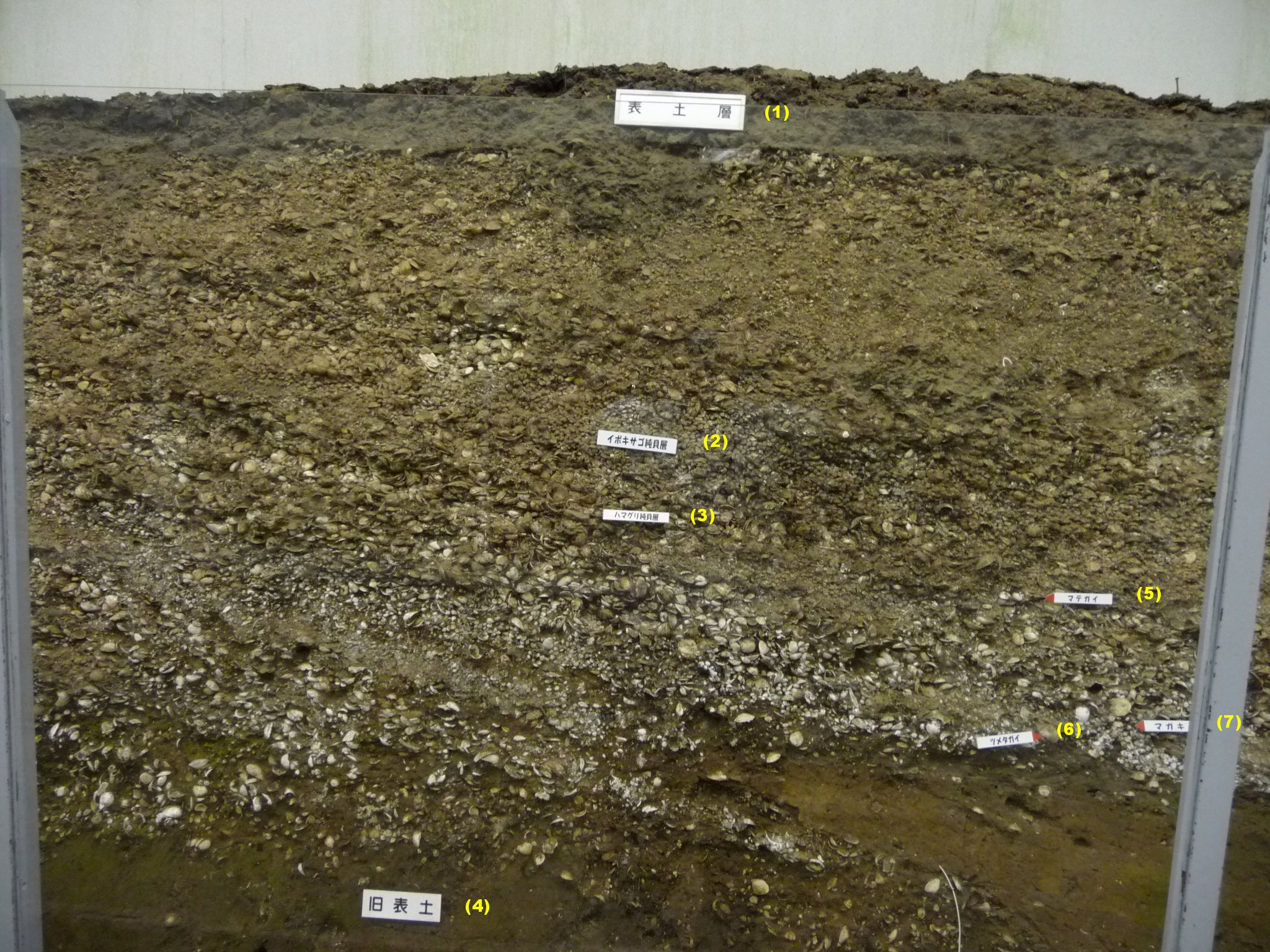
Coupe partielle de l'amas coquiller de Kasori, dans la préfecture de Chiba (Japon).

Retrouvées dans toutes les régions du monde, ces accumulations sont désignées localement par différents termes, parfois liés à certaines spécificités :
- dans les régions du nord de l'Europe, et particulièrement au Danemark, on les nomme « køkkenmødding » ou « kjökkenmödding[3] », mot danois qui signifie littéralement « dépotoir de cuisine ». Le mot a été emprunté en suédois et en norvégien sous les formes respectives de « kökkenmödding » et « kjøkkenmødding ».

L'étude archéologique des amas coquilliers débuta au Danemark dans la seconde moitié du XIXe siècle, ce qui a valu au mot « køkkenmødding » sa réputation internationale.
- Les chercheurs anglophones leur réservent les noms de « kitchen midden », « shell midden » ou « shell mound ».
- Cerains archéologues francophones ont parlent d’« escargotière[5] ».
- Les chercheurs de la péninsule Ibérique et d'Amérique latine utilisent le terme de « conchero » alors que les amas brésiliens sont appelés « sambaqui ».
- Les amas coquilliers du Japon sont appelés « kaizuka » (貝塚)[6],[7].

Ces noms différents recouvrent une réalité en partie similaire, mais les différences régionales doivent être soulignées, car leur étude est au cœur de la recherche archéologique pour reconstituer les modes de vie et l'environnement des populations qui ont formé ces amas. L'apparition et le développement des amas coquilliers sont aussi marqués par ces diversités géographiques. Ainsi, les amas les plus anciens apparaissent en Espagne cantabrique au Paléolithique supérieur. Au Mésolithique, les amas et les dépôts coquilliers se multiplient, mais toujours avec des contrastes régionaux : en Scandinavie, les premiers køkkenmøddinger datent du début du Mésolithique, tandis qu'au Portugal les concheiros n'apparaissent qu'à la fin du Mésolithique. Au Japon, les premiers amas coquilliers connus remontent au VIIIe millénaire av. J.-C..

### Leskjökkenmöddingsau Danemark
Vers 1848, la Société royale des sciences du Danemark nomme une commission comprenant MM. Forchhammer, Worsaae et Steenstrup, pour étudier les kjökkenmöddings. Cette commission détermine que toutes les coquilles proviennent de coquillages comestibles et seulement d'individus adultes, avec un mélange d'espèces vivant dans des habitats différents ; les amas comprennent aussi des vertèbres de poissons, des os d'oiseaux (surtout palmipèdes et échassiers, plus des coqs de bruyère), de nombreux os de mammifères (cerf, chevreuil, sanglier et dans une moindre mesure de l'auroch). Il n'y a pas de renne ni d'élan, pourtant fréquents dans les tourbières, ni de mammouth. S'y trouvent aussi des vestiges de carnivores : chien, renard, martre, loutre, grand phoque, rares vestiges de loup ; et trois carnivores disparus du pays : chat sauvage, lynx et ours noir. Enfin s'y trouvent aussi marsouin, castor, hérisson et rat d'eau. Dans toutes les parties de tous les amas, tous les os de mammifères ont été rongés par un carnivore et il n'en reste que les parties les plus dures.

## Principaux amas coquilliers connus

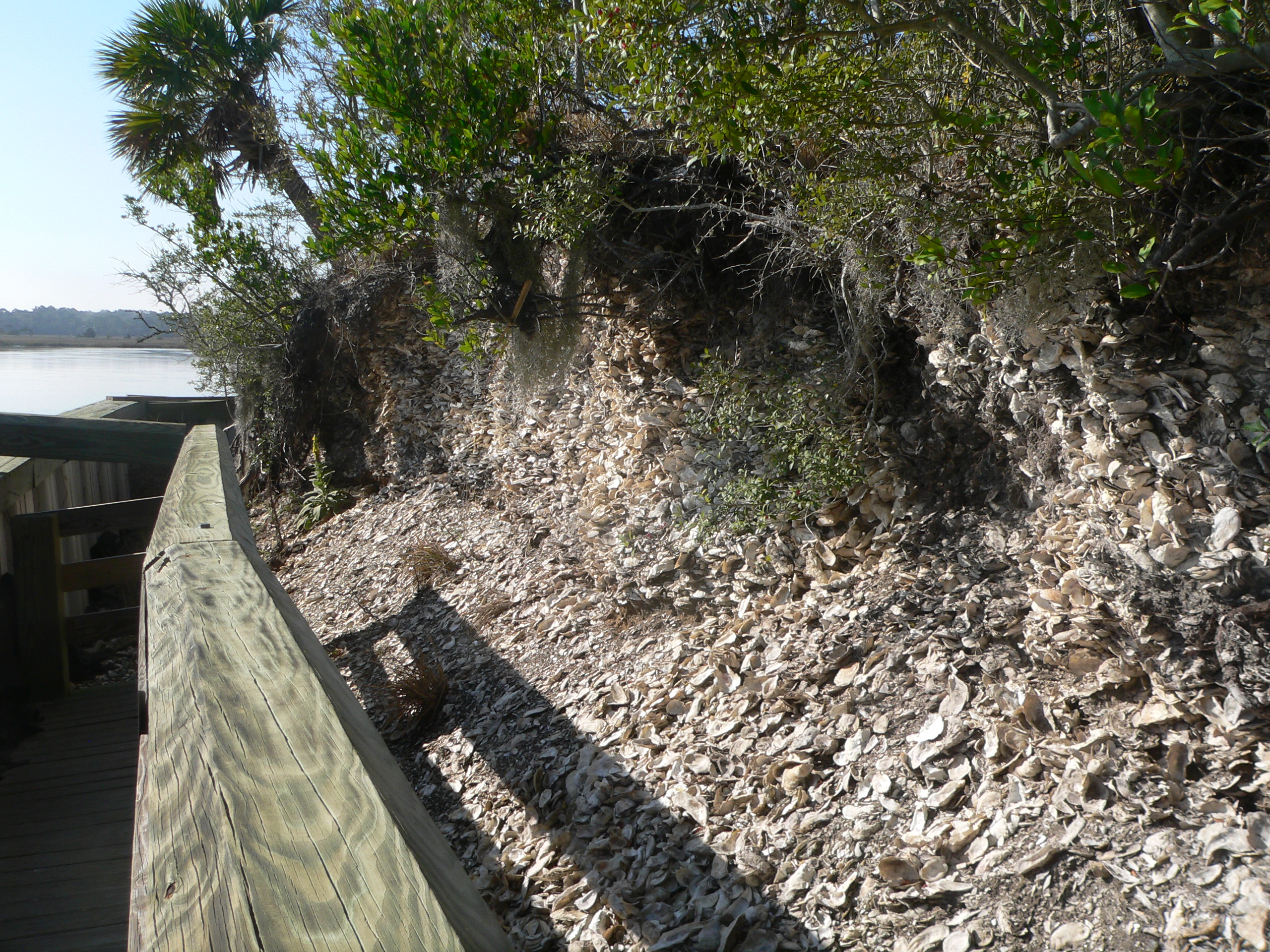
Amas coquillier aménagé dans le parc d'Edisto Beach, en Caroline du Sud.

### France
- Beg-er-Vil (Morbihan)
- Beg an Dorchen (Finistère)
- Île de Béniguet (archipel de Molène, Finistère)
- Saint-Michel-en-l'Herm (Vendée)[15]
- Beauvoir-sur-Mer (Vendée)[16]
- Anse Trabaud (Martinique)

### Espagne
- Cantabrie

### Brésil
- Sambaqui

### Algérie
- Région de Sétif

### Sénégal
- Île de Dioron Boumak
- Delta du Saloum
- Réserve naturelle de Palmarin

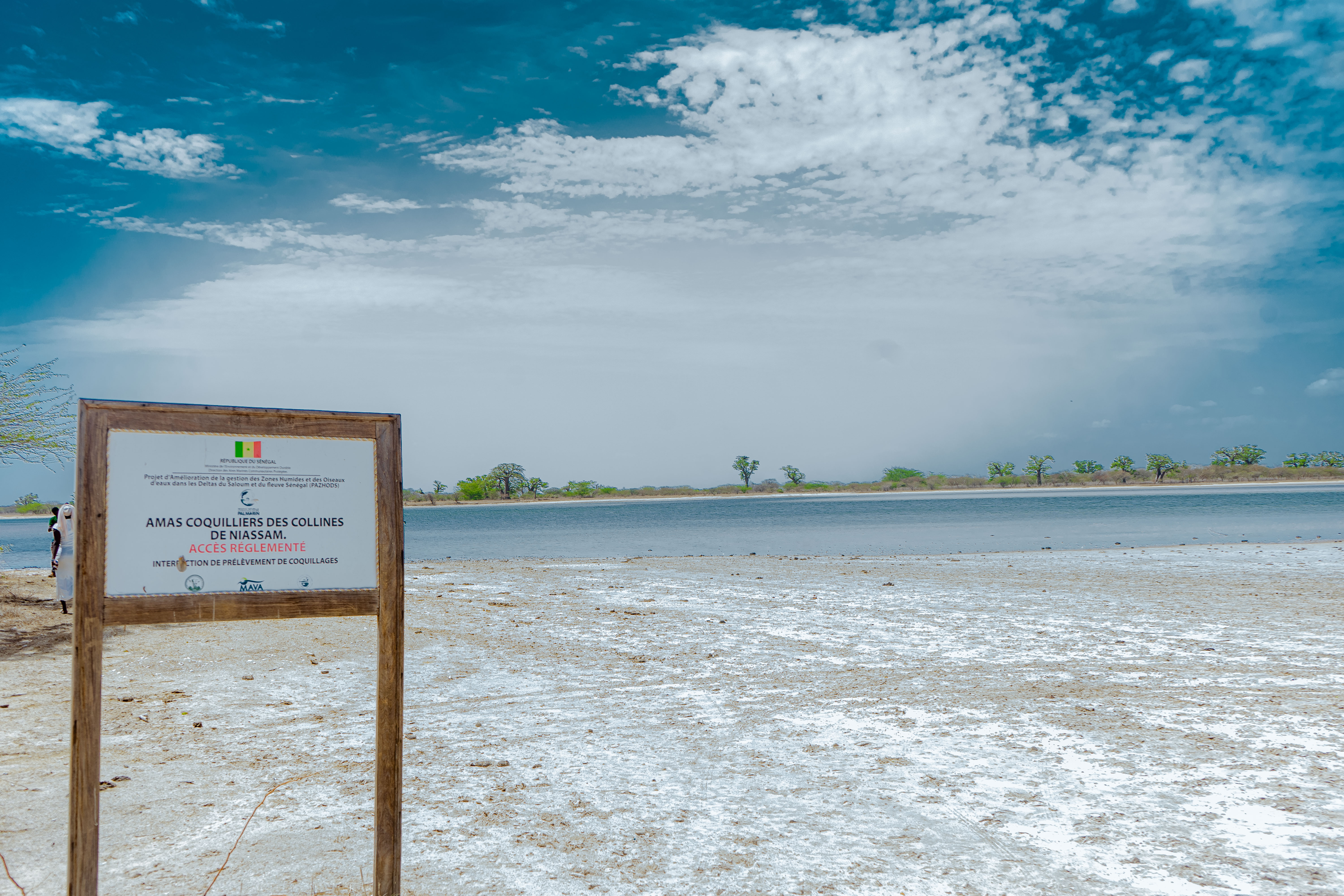
Amas Coquilliers des Collines de Niassam (Palmarin)

- Aire marine protégée de Joal-Fadiouth

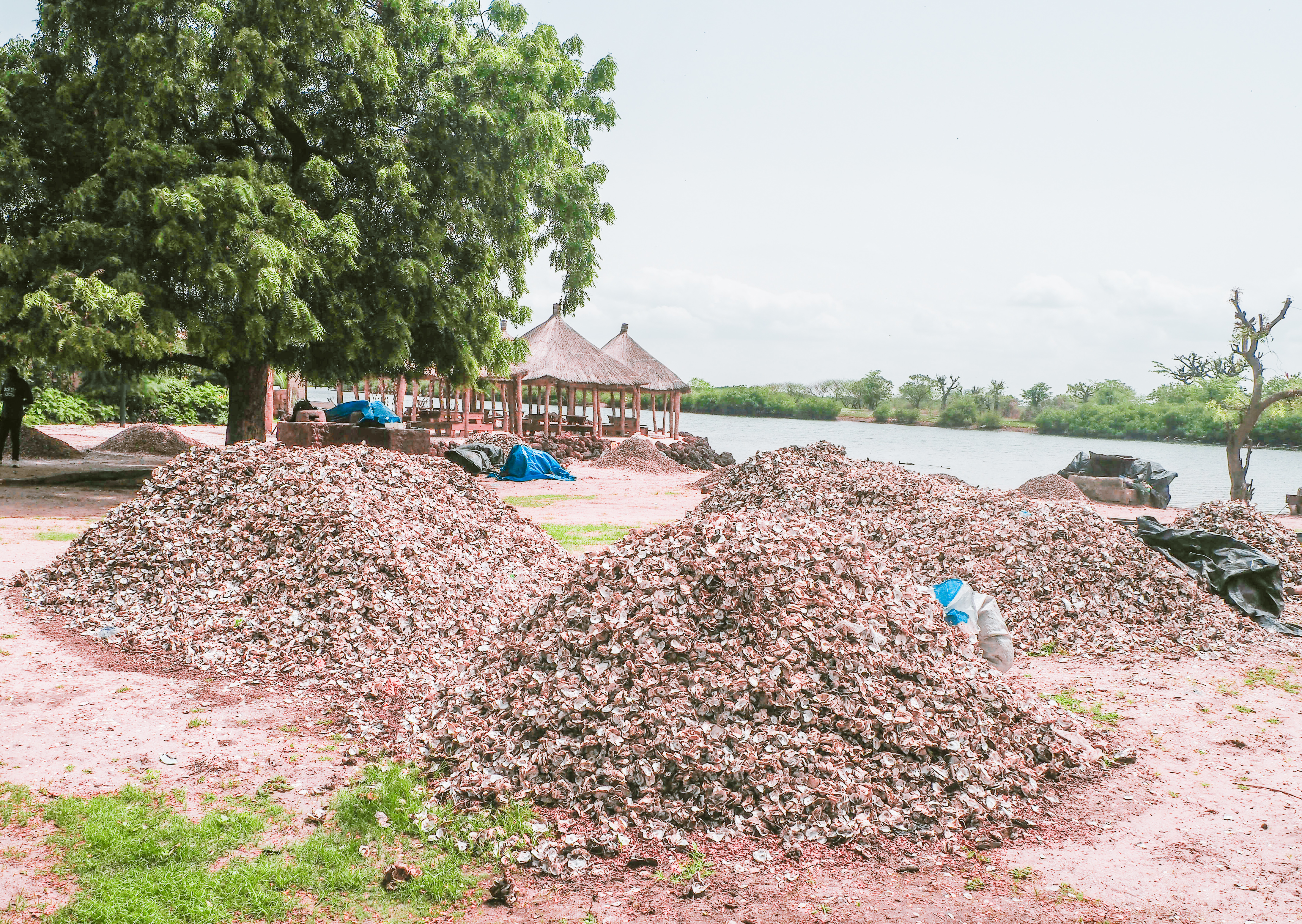
Amas de coquilles à l'aire marine protégée de Joal-Fadiouth

### Cambodge
- Samrong Sen (en)

### Japon
- Ōmori, dans la région de Tokyo
- Amas coquillier de Satohama